# Carletonville
Carletonville is een dorp met 23.000 inwoners in het westen van de Zuid-Afrikaanse provincie Gauteng, vooral bekend vanwege haar goudmijnen. Het gebied rondom Carletonville is een van de meest goud-producerende gebieden ter wereld. De Western Deep Levels-mijn is 3581 meter diep, een van de diepsten van de wereld.
Het dorp is vanaf 1937 door verschillende mijnmaatschappijen steeds verder ontwikkeld, en werd vernoemd naar een directeur van Consolidated Gold Fields, Guy Carleton Jones.

## Subplaatsen
Het nationaal instituut voor de statistiek, Stats SA, deelt sinds de census 2011 deze hoofdplaats in in 16 zogenaamde subplaatsen (sub place), waarvan de grootste zijn:
Carletonville Central • Carletonville Ext 4 • Carletonville Ext 8.